# Cala Tonó
Cala Tonó, també coneguda com a Cala Toró, està a 13 quilòmetres d'Artà i a 2 quilòmetres de la Colònia de Sant Pere.

## Situació
Situada entre s'Embarcador (petita entrant) i na Destorba Jornals (un sortint molt estret), així com al costat del nucli costaner de s'Estanyol, el nom del qual fa referència al torrent homònim que banya un dels seus laterals i mor formant una zona humida. Superat s'Estanyol, s'obre pas l'Àrea Natural d'Especial Interès sa Canova d'Artà (855 hectàrees), composta per l'extens s'Arenal de sa Canova i una enorme pineda que acull el poblat prehistòric sa Figuera Borda (encara sense excavar).
Aquesta platja és el resultat d'un entrant de mar rectangular, formant en tocar terra ferma un talús que es caracteritza per ser de còdols, així com per estar banyat per una aigua neta i d'un blau molt intens. La part posterior d'aquesta cala afronta amb els habitatges residencials propers de s'Estanyol, donant-se'n una absència de vegetació al seu voltant. Tot i així, en les proximitats s'albiren uns camps de cultiu de la possessió Costa de sa Devesa. Torrent de Can Castellet travessa aquesta finca rural, desemboca i forma la pròxima Caleta d'en Castellet.
El tram de litoral comprès entre les puntes de s'Esquerda i sa Barraca (aquest topònim es refereix a les restes d'una cabana localitzades a la platja, al costat d'altres construccions prehistòriques bastant deteriorades) mostra una fisonomia rocosa i abrupta, com ho demostren ses Penyes Altes, Punta Llarga de s'Estanyol, Cala de sa Porcella, sa Pedra que Sona, sa Pedra Girada i es Còdol.

## Com arribar

### Com arribar-hi des d'Artà
S'haurà de dirigir al carrer de Santa Margalida, que als afores del municipi es converteix a la carretera Artà-Port d'Alcúdia (Ma-12). Continuarà per aquesta via fins a la cruïlla amb Ma-3331, en el qual torçarà a la dreta per incorporar-se a aquesta calçada. Seguirà per aquesta via en direcció a la urbanització Colònia de Sant Pere. Una vegada en aquest nucli costaner, girarà a l'esquerra per l'avinguda de Montferrutx. Continuarà recte fins al final d'aquesta via on torçarà a l'esquerra pel camí de s'Estanyol. Seguirà en direcció a aquest nucli costaner. Abans d'arribar a s'Estanyol girarà a la dreta per un camí que el conduirà fins a la platja. En aquest punt podrà estacionar el vehicle particular i podrà accedir a aquesta platja.
Recorregut: 12,9 km. Temps: 16 minuts.
- Partida: Artà (Carrer Santa Margalida) → 7.0 km
- Colònia de Sant Pere → 1.1 km
- Ma-3331 → 3.7 km
- camí s'Estanyol → 1.1 km
- Cala Toró

### Com arribar-hi des de Capdepera
S'haurà de dirigir a la rotonda en la qual conflueixen la travessia de Baltasar Covas, el carrer de Ciutat i la carretera de Palma Manacor (Ma-15). Prendrà la tercera sortida de la rotonda per Ma-15 en direcció a Artà. A l'arribada a aquesta localitat, la carretera desemboca en una rotonda. Prendrà la segona sortida de la rotonda per l'avinguda de Miquel Costa i Llobera. Recorrerà aquesta via durant gairebé un quilòmetre fins a la cruïlla amb el carrer de Ciutat, pel qual torçarà per l'esquerra. Tot seguit girarà a la dreta pel carrer de 31 de Març, que transitarà en la seva totalitat fins a arribar a l'encreuament amb el carrer de Santa Margalida, pel qual es desviarà a l'esquerra. Continuarà recte per aquesta calçada fins a enllaçar amb Ma-12 (Artà-Port d'Alcúdia). Continuarà per aquesta via fins a la cruïlla amb Ma-3331, en el qual torçarà a la dreta per incorporar-se a aquesta calçada. Continuarà per aquesta via en direcció a la urbanització Colònia de Sant Pere. Una vegada en aquest nucli costaner girarà a l'esquerra per l'avinguda de Montferrutx. Continuarà recte fins al final d'aquesta via, on torçarà a l'esquerra pel camí de s'Estanyol. Continuarà en direcció a aquest nucli costaner. Abans d'arribar a s'Estanyol es desviarà a la dreta per un camí que el conduirà fins a la platja. En aquest punt podrà estacionar el vehicle particular i podrà accedir a aquesta platja.
Recorregut: 20,7 km. Temps: 26 minuts.
- Sortir de Capdepera → 200 m
- Artà → 2.2 km
- Ma-3331 → 3.7 km
- Camí s'Estanyol → 1.1 km
- Ma-15 → 6.1 km
- Ma-12 → 6.3 km
- Colònia de Sant Pere → 1.1 km
- Cala Toró